# 6,5×52mm Carcano

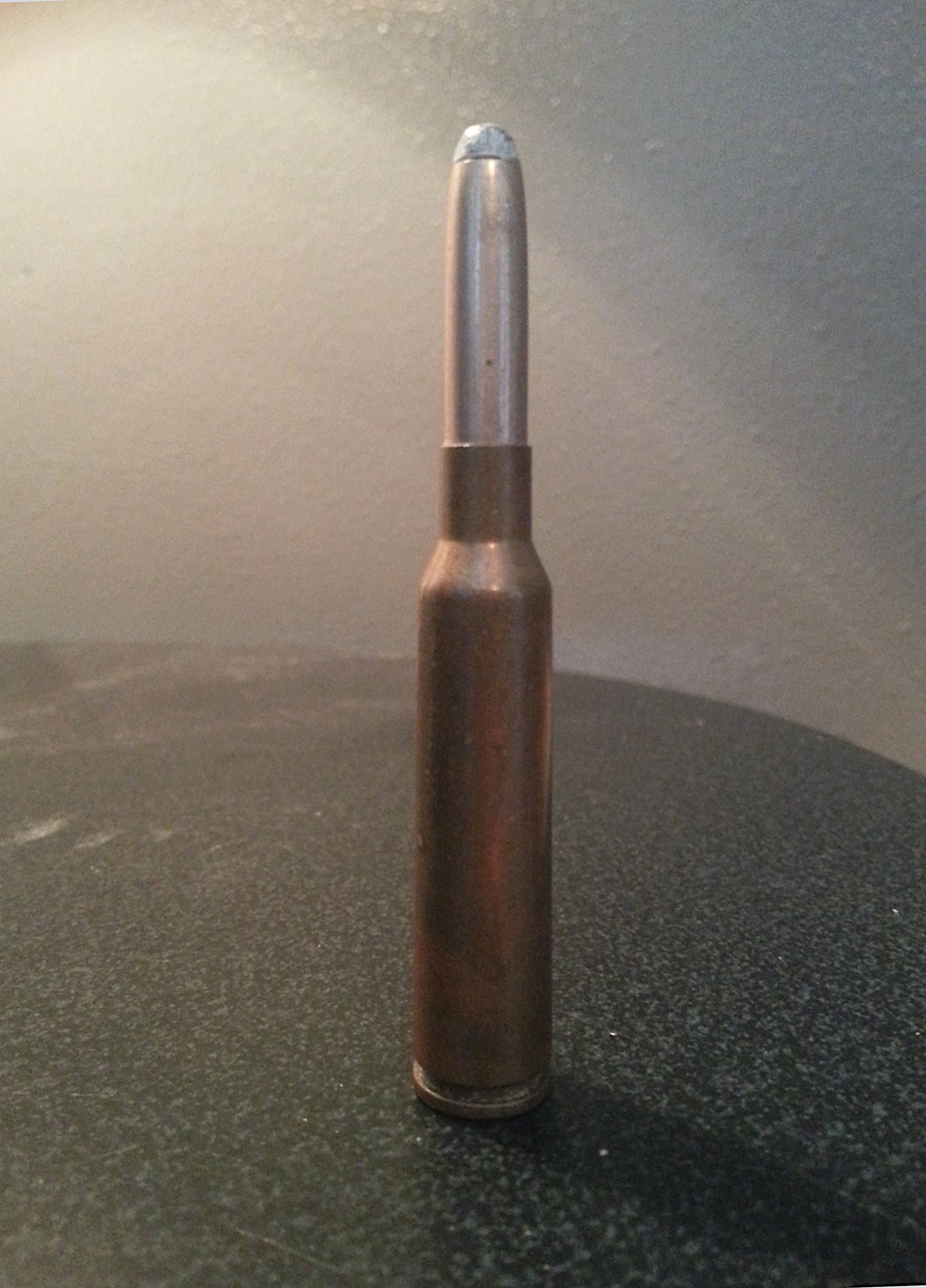
O 6,5×52mm Carcano.

O 6,5×52mm Carcano, também conhecido como 6,5×52mm Parravicini–Carcano ou 6,5×52mm Mannlicher–Carcano, é um cartucho de fogo central militar italiano para fuzis, com estojo sem aro, no calibre 6,5 mm (0,268, mais exatamente 0,2675 polegadas) desenvolvido de 1889 a 1891 e usado no rifle Carcano 1891 e muitos de seus sucessores. Um sinônimo comum na literatura americana sobre armas é "italiano de 6,5 mm". Na linguagem americana, "Carcano" é frequentemente adicionado para melhor distingui-lo do cartucho de caça com aro 6,5×52mmR (versão dos EUA: .25-35 Winchester). Balisticamente, seu desempenho é muito semelhante ao do 6,5×54mm Mannlicher–Schönauer.